# Sega System 24
Sega System 24 foi uma placa de arcade criada pela Sega no final da década de 1980. O System 24 é emulado no MAME.

## Especificações
O System 24 usa dois processadores Motorola 68000 a 10 MHz. Um era usado para iniciar a máquina enquanto o outro era usado pelo jogo em si. A placas possuía 1360KB de memória RAM e 256KB de ROM. Foi a primeira placa da Sega que necessitava de um monitor de resolução média. A paleta de cores atingia 4352 cores possíveis entre 32.768. O sistema conseguia exibir simultaneamente até 2.048 sprites na tela.
O som era processado por um chip Yamaha YM2151 a 4MHz; sendo capaz de processar até oito canais de som além de um conversor digital-analógico (DAC) usado para efeitos de som e síntese de voz. Alguns dos primeiros jogos para System 24 eram distribuídos em disquetes. Mais tarde, alguns jogos como Bonanza Bros. usaram CD-ROMs ou placas de ROM para armazenar os jogos. E independentemente do armazenamento, um chip de segurança especial era necessário para cada jogo.

## Jogos
- Bonanza Bros
- Crack Down
- Dynamic Country Club
- Gain Ground
- Hot Rod
- Hot Rod Turbo
- Jumbo Ozaki Super Masters / Super Masters Golf
- Quiz Ghost Hunter
- Quiz Magical Brain
- Quiz Mekurumeku Story
- Quiz Rouka ni Tattenasai
- Quiz Syukudai wo Wasuremashita / Quiz My Homework
- Rough Racer
- Scramble Spirits
- Tokoro San no MahMahjan
- Tokoro San no MahMahjan 2